# Trifolium roussaeanum
Trifolium roussaeanum är en ärtväxtart som beskrevs av Pierre Edmond Boissier. Trifolium roussaeanum ingår i släktet klövrar, och familjen ärtväxter. Inga underarter finns listade i Catalogue of Life.